# AEG D.I
L'AEG D.I fu un caccia monoposto biplano prodotto dall'azienda tedesco imperiale Allgemeine Elektrizitäts-Gesellschaft (AEG) negli anni dieci del XX secolo e rimasto a livello di prototipo.
Progettato nel 1917 da Georg Koning, entrò in servizio nei reparti della Luftstreitkräfte, la componente aerea del Deutsches Heer (l'esercito imperiale tedesco), già nelle prime fasi della prima guerra mondiale ma ben presto venne accantonato a causa degli incidenti mortali occorsi ai primi esemplari realizzati.

## Storia del progetto
Durante le prime fasi della prima guerra mondiale, l'industria meccanica progredì velocemente nello sviluppo della componentistica sottoposta alle autorità militari tedesco imperiali. Nell'ambito aeronautico, le nuove esigenze belliche crearono i presupposti per la produzione di nuovi velivoli da combattimento da destinare ai reparti della Luftstreitkräfte, la componente aerea del Deutsches Heer (l'esercito imperiale tedesco).
In quest'ambito la AEG sviluppò un nuovo modello, affidato alla progettazione di Georg Koning e sviluppato grazie alla collaborazione del tenente Walter Hondorff, che rispondeva alle specifiche Idflieg per la classe D Typ, quella dei caccia monoposto biplani, il primo di quel tipo realizzato dall'azienda e che per questo assunse la designazione D.I.
Vennero realizzati tre prototipi che differivano tra loro per la fusoliera di diversa lunghezza, il primo dei quali, equipaggiato con un motore Mercedes D.III da 160 PS (118 kW), venne completato nel maggio 1917 e portato in volo per la prima volta all'inizio dell'estate. Dopo le prime prove di volo, nonostante un incidente avesse causato la morte del pilota, venne completata con successo la prima fase di sviluppo in condizioni operative e l'Idflieg ne raccomandò l'avvio alla produzione in serie emettendo un primo ordine di fornitura per una ventina di esemplari.
I primi tre velivoli vennero intanto assegnati allo Jagdstaffel 14, al comando del Leutnant Walter Höhndorf. Il 5 settembre di quell'anno però un altro esemplare, il D.I (4400/17), incorse nuovamente in un incidente mortale per il pilota e la produzione, bloccata a scopo cautelativo, venne definitivamente sospesa.
La produzione totale di questa versione si attestò sui soli 3 esemplari prodotti come prototipi anche se, a causa delle diversità tra loro, a seconda delle fonti i tre vengono identificati anche come D.I, D.II e D.III .

## Tecnica
L'AEG D.I conservava l'aspetto generale, per l'epoca convenzionale, dei simili modelli prodotti nello stesso periodo dalle altre aziende: biplano, monomotore monoposto con carrello fisso.
La fusoliera, realizzata con struttura in tubi d'acciaio saldati e ricoperta di tela verniciata,  era caratterizzata dal singolo abitacolo aperto destinato al pilota. Posteriormente terminava in un impennaggio classico monoderiva dotato di piani orizzontali controventati da una coppia di montanti obliqui per lato.
La configurazione alare era biplana con ala superiore ed inferiore di ugual misura collegate tra loro da un montante interalare per lato ed integrati da tiranti in cavetto in acciaio.
Il carrello d'atterraggio era fisso, molto semplice, montato su una struttura tubolare al di sotto della fusoliera, dotato di ruote di grande diametro collegate da un asse rigido ed integrato posteriormente con un pattino d'appoggio.
La propulsione era affidata ad un motore Mercedes D.III, un 6 cilindri in linea a liquido capace di erogare una potenza pari a 160 PS (118 kW), posizionato all'apice anteriore della fusoliera racchiuso da un cofano metallico ed abbinato ad un'elica bipala in legno a passo fisso.
L'armamento consisteva in due mitragliatrici LMG 08/15 calibro 7,92 mm poste davanti all'abitacolo che, abbinate ad un dispositivo di sincronizzazione, consentiva di sparare senza conseguenze attraverso il disco dell'elica.

## Utilizzatori
Germania
- Luftstreitkräfte